# Teodoro Álvarez
Teodoro Álvarez fue un médico argentino del siglo XIX, considerado «decano de los cirujanos argentinos».

## Biografía
Teodoro Álvarez nació en la ciudad de Buenos Aires el 8 de noviembre de 1818, hijo de Gabriel Álvarez, combatiente de Trafalgar, y de María de la Paz y Auli y Ocampos.
Efectuó sus primeros estudios en la escuela de Nicolás Matorras y Juan Egaña y luego en el Colegio de San Francisco, entonces dirigido por fray Nicolás Aldaror.
En 1830 ingresó a la Facultad de Teología y Derecho Canónico de la Universidad de Buenos Aires donde se doctoró en teología en 1839 con una tesis Sobre la competencia de la autoridad pontificia y de los concilios.
Siguió la carrera de medicina y se doctoró en la Facultad de Medicina en 1843, a los 25 años. Se formó con los doctores Claudio Mamerto Cuenca y José María Gómez de Fonseca, quien fue su maestro en Cirugía efectuando su internado en el Hospital de Hombres.
El mismo año en que obtuvo su título, a petición de los alumnos fue designado profesor de Nosografía y Clínica Quirúrgica en la Facultad, cargo que desempeñó honorariamente hasta 1852.
Durante su carrera practicó operaciones que le dieron fama al punto de ser considerado el mejor cirujano de la época. Las más destacadas desde un punto de vista de técnica quirúrgica fueron realizadas en 1845: la ligadura de la arteria femoral por aneurisma, amputación del cuello de útero en pacientes con cáncer, ligadura de la artera humeral, etc.
Pero serían las más famosas la cirugía de un aneurisma al general Emilio Mitre y la extracción de un cálculo de vejiga a Juan Manuel de Rosas «de 4.5 de diámetro y 2.5 de espesor, compuesto de ácido úrico puro». Por sus éxitos en urología se lo llamó el "Nélaton Argentino".
Después de la batalla de Caseros formó parte de la comisión reorganizadora de la Escuela de Medicina y ocupó la cátedra de Nosografía Quirúrgica
En 1852 dirigió también los servicios de cirugía, partos y dermatología del Hospital de Mujeres.
En 1865 contrajo matrimonio con María de la Soledad Pérez, con quien tuvo al menos un hijo el ingeniero agrónomo Teodoro Álvarez.
Continuó dedicado a sus tareas en el Hospital de Mujeres, al ejercicio particular de la profesión y a la docencia, hasta que con su salud quebrantada y sosteniendo serias divergencias con el presidente de la Facultad de Medicina Juan José Montes de Oca, renunció a su cátedra en 1875.
En 1880 fue nombrado miembro de la Real Academia Nacional de Medicina de España y en 1888 consiguió la jubilación de la Facultad de Medicina y de la Sociedad de Beneficencia.
En 1889, en reconocimiento a su carrera, se lo nombró académico honorario de la Universidad de Buenos Aires.
Falleció en su ciudad natal el 25 de agosto de 1889. En su sepelio pronunció una oración fúnebre el doctor Mauricio González Catán.
El 17 de junio de 1901 se dio el nombre de Hospital Teodoro Álvarez al Hospital de Flores.